# Myrmecopora vaga
Myrmecopora vaga är en skalbaggsart som först beskrevs av Leconte 1866.  Myrmecopora vaga ingår i släktet Myrmecopora och familjen kortvingar. Inga underarter finns listade i Catalogue of Life.